# The Best Damn Tour
Tournées par Avril Lavigne
Bonez Tour (2004-2005) The Black Star Tour (2011)
The Best Damn Tour est la quatrième tournée dont la troisième internationale de la chanteuse canadienne Avril Lavigne qui a débuté le 5 mars 2008 à Victoria, au Canada. La tournée est pour promouvoir son dernier album studio The Best Damn Thing. La tournée passera par l'Amérique du Nord, l'Europe, et l'Asie.

## Premières parties
- Boys Like Girls du 5 mars au 29 avril 2008
- Jonas Brothers du 26 mai au 2 août 2008
- Midway State et Illscarlett du 5 au 13 août 2008
- Pour la tournée asiatique, ce fut des premières parties différentes pour presque chaque concert

## Chansons
1. "Girlfriend"
2. "I Can Do Better"
3. "Complicated"
4. "My Happy Ending"
5. "I'm With You"
6. "I Always Get What I Want"
7. "When You're Gone"
8. "Innocence"
9. "Don't Tell Me"
10. "Hot"
11. "Losing Grip"
12. "Bad Reputation"
13. "Everything Back But You"
14. "Runaway"
15. "Hey Mickey"
16. "The Best Damn Thing"
17. "I Don't Have to Try"
18. "He Wasn't"
19. "Girlfriend|Girlfriend (Dr. Luke Remix)"
20. "Sk8er Boi"

- "Keep Holding On" (Que quelques dates canadiennes et asiatiques)
- "In Too Deep" (Que quelques dates canadiennes et asiatiques)

## Musiciens
- Rodney Howard : Batterie
- Steve Fekete : Guitariste
- Jim McGorman : Guitariste
- Al Berry : Basse
- Steve Ferlazzo : Claviste

## Quelques remarques
- Le 27 juin 2008, en pleine tournée européenne, une des danseuses de la tournée, Lindsey Blaufard, quitta la tournée pour se consacrer à un tournage d’un film.
- Sur les 20 chansons jouées lors de la tournée, 9 chansons proviennent de son album The Best Damn Thing, 4 chansons de Under My Skin et 4 chansons de l’album Let Go.
- Avril joue de la guitare en chantant pour certains morceaux comme My Happy Ending, Don’t Tell Me, Hot, Losing Grip et He Wasn’t. Elle joue une chanson au Piano rose toujours en chantant, When You’re gone et deux morceaux à la batterie, Runaway et Hey Mickey.
- Le titre Bad Reputation s’agit d’un vidéo interlude où on voit des séquences vidéos de tous ses clips accompagnée de la chanson Bad Reputation.
- Sur plusieurs chansons, on peut voir sur des écrans géants le clip qui vient avec. Pour When you’re gone, The Best Damn Thing ou Hot par exemple.
- À la fin de mars 2008, on annonce huit nouvelles dates pour la tournée pour la fin de juillet et le début d'août, mais cette fois-ci, celle-ci et la première partie, les Jonas Brothers joueront un temps égal et se nommera spécialement   The Burning Up Tour étant donné les mauvaises ventes pour les concerts d’Avril dans l’est des États-Unis.
- Le concert du 15 avril à Fairfax en Virginie,  aura spécialement 2 premières parties, les Boys Like Girls et The Black List Club. De plus, un des musiciens du groupe, qui était avant le guitariste d’Avril, jouera le morceau Don’t tell me en acoustique avec elle.
- On annonce au début d'avril 2008 que deux nouvelles dates au Canada sont disponibles, le 5 août à Sudbury et elle retournera à Toronto le 6 août pour la 2e fois dans la tournée après y être allée le 7 avril 2008.
- Le 1er mai 2008, Avril Lavigne annonce sur son Myspace officielle qu’elle a attrapée une laryngite aigüe, elle est donc forcée d’annuler ses 8 dernières prestations américaines. Les dates ne seront pas reportées.
- À la mi-mai 2008, on apprend que deux nouvelles dates canadiennes sont disponibles. Il s'agit de Saint-Jean, à Terre-Neuve pour les deux dates.
- Le concert à Barcelone en Espagne est annulé à la dernière minutes dû à la grève des conducteurs routiers.
- Le 5 août 2008, au concert de Sudbury en Ontario, le mari de celle-ci, Deryck Whibley (qui se trouve à être aussi le chanteur du groupe Sum41) vient rejoindre Avril sur scène pour interpréter la chanson In too deep ensemble. Cette chanson sera en effet ajoutée à quelques dates canadiennes et asiatiques.
- Le 6 août 2008, à son concert à Toronto, Avril interprète pour la première fois de la tournée Keep Holding On. Cette chanson sera en effet ajoutée à quelques dates canadiennes et asiatiques.
- Un dvd live du concert à Toronto, Canada du 7 avril 2008 de la tournée sera en vente en Amérique du Nord et le lendemain en France.
- En Hongrie, onze chansons ont été jouées au lieu de 20 dû à la pluie forte comme c’était un concert extérieur.
- Cinq pays européens n’ont pas eu droit aux morceaux When you're gone et Innocence comme les concerts à Bruxelles ou Berlin par exemple, pour une raison encore inconnue à ce jour.
- Les billets pour le concert de Sudbury en Ontario ont été vendus en moins de 15 minutes.
- La tournée a suscité la controverse quand il a été temporairement interdit en Malaisie car on considérait Avril comme trop sexy pour le pays. Toutefois, le gouvernement a finalement donné son autorisation pour le concert, qui était le 29 août 2008.
- Le dernier spectacle de sa tournée à Pékin, en Chine a causé la controverse alors que des milliers de fans sont excités de sauter, de pouvoir chanter et de se rapprocher de leur idole.1 Les organisateurs chinois du concert les ont arrêtés sur les lieux et ont demandé au public de se calmer sinon leur spectacle serait annulé. (ce qu'on ne voit pas tous les jours sur le sol chinois où le public est plus modeste).